# Elana Meyer
Elana Meyer (Albertinia, 10 ottobre 1966) è un'ex mezzofondista e maratoneta sudafricana, medaglia d'argento nei 10000 metri piani ai Giochi olimpici di Barcellona 1992.

## Biografia
In carriera ha più volte stabilito il record del mondo nella mezza maratona (precisamente nel 1991, 1997, 1998 e 1999).

## Palmarès
| Anno | Manifestazione             | Sede             | Evento       | Risultato | Prestazione | Note |
| ---- | -------------------------- | ---------------- | ------------ | --------- | ----------- | ---- |
| 1992 | Campionati africani        | Belle Vue Maurel | 1.500 metri  | Oro       | 4'18"44     |      |
| 1992 | Giochi olimpici            | Barcellona       | 10.000 metri | Argento   | 31'11"75    |      |
| 1993 | Mondiali di campestre      | Amorebieta       | Seniores     | 6ª        | 20'18"      |      |
| 1993 | Campionati africani        | Durban           | 1.500 metri  | Oro       | 4'12"56     |      |
| 1993 | Mondiali                   | Stoccarda        | 10.000 metri | Batteria  | 32'28"02    |      |
| 1994 | Mondiali di campestre      | Budapest         | Seniores     | 6ª        | 21'00"      |      |
| 1994 | Giochi del Commonwealth    | Victoria         | 10.000 metri | Argento   | 32'06"02    |      |
| 1994 | Mondiali di mezza maratona | Oslo             | Individuale  | Oro       | 1h08'36"    |      |
| 1995 | Mondiali                   | Göteborg         | 10.000 metri | 5ª        | 31'31"96    |      |
| 1996 | Giochi olimpici            | Atlanta          | Maratona     | -         | DNF         |      |
| 1997 | Mondiali                   | Atene            | 10.000 metri | 17ª       | 33'05"82    |      |
| 1998 | Mondiali di mezza maratona | Uster            | Individuale  | Argento   | 1h08'32"    |      |
| 1999 | Giochi panafricani         | Johannesburg     | 5.000 metri  | Argento   | 15'42"76    |      |
| 1999 | Mondiali di mezza maratona | Palermo          | Individuale  | 7ª        | 1h10'20"    |      |
| 2000 | Giochi olimpici            | Sydney           | 10.000 metri | 8ª        | 31'14"70    |      |
| 2001 | Mondiali di mezza maratona | Bristol          | Individuale  | 6ª        | 1h08'56"    |      |

## Campionati nazionali
1999
- Oro ai campionati sudafricani, 10000 m piani - 32'15"25

2001
- Oro ai campionati sudafricani, 10000 m piani - 32'56"29

## Altre competizioni internazionali
1994
- Oro in Coppa del mondo ( Londra), 10.000 metri - 30'52"51

1997
- Oro alla Mezza maratona di Kyoto ( Kyoto) - 1h07'36"

1998
- Bronzo alla Maratona di Chicago ( Chicago) - 2h27'20"

1999
- 5ª alla Maratona di Londra ( Londra) - 2h27'18"
- Bronzo alla Maratona di Chicago ( Chicago) - 2h27'17"

2000
- 10ª alla Maratona di Boston ( Boston) - 2h32'09"
- 4ª alla Maratona di Chicago ( Chicago) - 2h31'59"

2001
- 10ª alla Maratona di New York ( New York) - 2h31'43"
- 7ª alla Mezza maratona di Lisbona ( Lisbona) - 1h08'50"